# Бешаран-Кирей
Бешаран-Кирей  (крим.:Beş Aran Kirey, Беш Аран Кірей) — ліквідоване село в Джанкойському районі Криму, що розташовувалося на півночі району, в степовій частині Криму, приблизно в 3,5 км на схід від сучасного села Яснополянське.

## Динаміка чисельності населення
| - 1805 — 80 ос. - 1864 — 6 ос. - 1892 — 0 ос. | - 1900 — 9 ос. - 1915 — 17/27 ос. - 1926 — 60 ос. |

## Історія
Перша документальна згадка села зустрічається в Камеральному Описі Криму... 1784 року, судячи з якого, в останній період Кримського ханства Бешарай Гері входив у Діп Чонгарський кадилик Карасубазарського каймаканства. Після анексії Кримського ханства Росією (8) 19 квітня 1783 року, (8) 19 лютого 1784 року, іменним указом Катерини II сенату, на території колишнього Кримського Ханства була утворена Таврійська область і село було приписано до Перекопського повіту. Після Павловських реформ, з 1796 по 1802 рік, входила до Перекопського повіту Новоросійської губернії. За новим адміністративним поділом, після створення 8 (20) жовтня 1802 року Таврійської губернії, Бешаран-Кірей був включений до складу Біюк-Тузакчинської волості Перекопського повіту.
За Відомістю про всі селища в Перекопському повіті, що складаються з показанням в якій волості скільки числом дворів і душ ... від 21 жовтня 1805 в селі Беш-Аран-Кірей вважалося 11 дворів, 75 кримських татар і 5 ясиров. На військово-топографічній карті генерал-майора Мухіна 1817 року село Бешаран позначено з 12 дворами. Після реформи волосного поділу 1829 року Бешаран-Кірей, згідно з «Відомістю про казенні волості Таврійської губернії 1829 року», залишився у складі Тузакчинської волості. На карті 1836 в селі 10 дворів, а на карті 1842 Беш-Аран-Кірей позначений умовним знаком «мале село», тобто, менше 5 дворів - мабуть, населення села скоротилося внаслідок еміграції кримських татар в Туреччину.
У 1860-х роках, після земської реформи Олександра II, село приписали до Ішуньської волості. У «Списку населених місць Таврійської губернії за відомостями 1864», складеному за результатами VIII ревізії 1864, Беш-Аран-Кірей - володарське село, з 2 дворами і 6 жителями при колодязях. На триверстової карті 1865-1876 в селі позначено 1 двір. Згідно з «Пам'ятною книжкою Таврійської губернії за 1867 рік», село стояло покинуте, зважаючи на еміграцію кримських татар, особливо масової після Кримської війни 1853—1856 років, до Туреччини.
Після земської реформи 1890 року Бешаран-Гірей віднесли до Богемської волості. У «Пам'ятній книжці Таврійської губернії на 1892 рік» у відомостях про Богемську волость жодних даних про село, крім назви, не наведено. За «Пам'ятною книжкою Таврійської губернії на 1900 рік» на хуторі Бешаран-Кірей вважалося 9 осіб в 1 дворі. За Статистичним довідником Таврійської губернії. ч. Друга. Статистичний нарис, випуск п'ятий Перекопський повіт, 1915 рік, в Богемській волості Перекопського повіту було 2 хутори Бешаран-Кірей з російським населенням: просто Бешаран-Кірей (1 двір, 14 осіб приписних жителів і 10 - "сторонніх") і Бешаран-Кірей Степана Філатова (3 двори, 17 осіб приписних жителів).
Після встановлення в Криму Радянської влади за постановою Кримрівкому від 8 січня 1921 року № 206 «Про зміну адміністративних кордонів» було скасовано волосну систему і у складі Джанкойського повіту було створено Джанкойський район. У 1922 повіти перетворили на округи. 11 жовтня 1923 року, за постановою ВЦВК, до адміністративного поділу Кримської АРСР було внесено зміни, внаслідок яких округи було ліквідовано, основною адміністративною одиницею став Джанкойський район і село включили до його складу. Згідно зі Списком населених пунктів Кримської АРСР по Всесоюзному перепису 17 грудня 1926 року, в селі Бешаран-Кірей, Тереклинської сільради Джанкойського району, було 12 дворів, всі селянські, населення становило 60 осіб, з них 59 росіян і 1 українець. Час скасування селища не встановлений: на докладній карті північного Криму 1941 на його місці безіменні споруди, як і на двокілометровці 1942 року.